# Torgersen Island
Torgersen Island ist eine Felseninsel im westantarktischen Palmer-Archipel. Sie liegt östlich von Litchfield Island in der Einfahrt zum Arthur Harbour vor der Südwestküste der Anvers-Insel.
Der Falkland Islands Dependencies Survey (FIDS) nahm im Jahr 1955 Vermessungen vor. Das UK Antarctic Place-Names Committee benannte sie am 7. Juli 1959 nach Torstein Torgersen (* 1918), Erster Maat an Bord des norwegischen Robbenfängers MV Norsel, den der FIDS zur Errichtung der Vermessungsstation am Arthur Harbour zwischen 1954 und 1955 gechartert hatte.